# Caesar III
Caesar III är ett strategispel som utkom i oktober 1998, och utspelar sig i antikens Rom. Spelet är utvecklat av Impressions Games och utgivet av Sierra Entertainment. Spelet går ut på att man genom att bygga upp städer och skydda sin stad mot inkräktare ska bli krönt kejsare.
Spelet påminner väldigt mycket om spelet Farao, eftersom det är samma företag som har tagit fram båda spelen.

## Spelande (gameplay)
Man börjar från grunden med en by och sedan stiger det i raskt takt. Invånarna börjar vartefter efterkräva religion, underhållning och utbildning etc.

### Fotnoter
1. ↑  Steam, 12 september 2003, Steam-ID: 517790, läst: 31 mars 2022.[källa från Wikidata]
2. ↑  ”An Interview with Robert Euvino”. Heavengames. Arkiverad från originalet den 4 mars 2015. https://web.archive.org/web/20150304085142/http://stronghold.heavengames.com/fair/interviews/robeuvino. Läst 1 maj 2014.